# 誠空会
空手道誠空会 （からてどうせいくうかい）とは、スーパーセーフを着用しての顔面への突きを認めるフルコンタクト空手の競技団体。

## 概要
誠空会は伝統派空手を学んでいた碇井伸吾によって1977年に結成されたスーパーセーフを着用しての顔面突き、投げ技を認めた空手団体。
大道塾空道との関わりが深く、「西の格闘空手」とも呼称され、現在は国際空道連盟にも所属している。
自流の大会以外にも大道塾空道、新空手、シュートボクシング等他競技にも積極的に選手を送り込んでいる。
現在は、3代目代表として田中幸尚が引き継いでいる

## 誠空会格闘空手道全日本選手権大会
道着着用、スーパーセーフ、レッグガード、オープンフィンガーグローブ、ファウルカップを着用してのフルコンタクトルールによって試合を行う。
試合時間は2分で、2、3年に1度侍杯（サムライカップ）という名称の大会を行っている。

## 主な選手
- 京崎武
- 御手洗篤
- 百武政敏
- 田中幸尚
- 康信博
- 小池翔
- 佐藤 友紀